# Постать голосу
«По́стать го́лосу», також відомий під назвою «Оста́нній грім» — це перша студійна спроба львівського співака Тараса Чубая, записана у варшавській студії 1988 року. Більшість пісень на цьому альбомі заспівані на вірші батька Тараса, Григорія.
Єдину копію цього альбому Тарас Чубай віддав своїй знайомій просто послухати, її квартиру обікрали та вкрали з нею касету, на якій був цей альбом.
Наприкінці 80-х молодий Тарас виконував ці композиції зі сцени львівського театру «Не журись».

## Композиції
1. На видноколі
2. Останній грім
3. Маскарад
4. Ти бачиш
5. Корида
6. Коли до губ твоїх
7. Вертеп (сюїта)
8. Таємна тиш
9. Металево з міста Лева